# Frederick Whitfield
Frederick Whitfield, född 1829 och död 1904, var en irländsk präst, författare och skald på Irland. Han blev representerad med två psalmtexter i Svenska Missionsförbundets sångbok 1920 (SMF 1920).
I The Church Hymn Book 1872 är han representerad med tre psalmer. (Nr 695 I need thee, precious Jesus, nr 747  Jesus! the name I love so well och nr 751 There is a name I love to hear, alla diktade år 1859.
Hans psalm  "Oh How I Love Jesus" finns med bland sångerna på Randy Travis' studioalbum Glory Train: Songs of Faith, Worship, and Praise, utgiven 2005.

## Psalmer
- Jag behöver dig, o Jesus, ty jag har blott synd i mig i översättning av Lina Sandell Finns på Wikisource.
  - Jag behöver dig, o Jesus, till min frälsning och mitt ljus (SMF 1920 nr 232) bearbetning utförd av Carl Boberg av den svenska texten.
- Jag vet ett namn så dyrt och kärt (SMF 1920 nr 103 med flera) i översättning av Lina Sandell Finns på Wikisource.